# Cynops pyrrhogaster
Triton à ventre de feu, Cynops d'Hiroshima
Vous lisez un « article de qualité » labellisé en 2024.
Espèce
Statut de conservation UICN

 NT  : Quasi menacé
Cynops pyrrhogaster est une espèce d'amphibiens de la famille des Salamandridae, endémique du Japon. Elle est appelée « Triton à ventre de feu » ou « Cynops d'Hiroshima » en français, aka hara imori (アカハライモリ, « Salamandre à ventre rouge ») en japonais. Cet urodèle, qui peut atteindre jusqu'à 15 cm de longueur, possède une teinte de peau très sombre sur le dos et une coloration rouge vif sur le ventre et les membres, bien que le coloris exact varie selon l'âge, la région où est retrouvée cette salamandre ou le patrimoine génétique. Pour repousser leurs prédateurs, les Tritons à ventre de feu sécrètent de la tétrodotoxine, une neurotoxine qu'ils synthétisent principalement grâce à leur régime alimentaire, en grande quantité.
Le Triton à ventre de feu se retrouve en divers endroits de l'archipel japonais, notamment sur les îles Honshū, Shikoku et Kyūshū. Ses habitats de prédilection sont les étendues d'eau, artificielles ou naturelles, ainsi que les forêts ou les pelouses humides. Sa période de reproduction s'étend du printemps au début de l'été, les deux sexes libérant des phéromones lorsqu'ils sont prêts à se reproduire. Les œufs éclosent trois semaines après la ponte, tandis que les têtards passent au stade de juvénile après cinq à six mois. Si ces derniers sont détritivores, le Triton à ventre de feu adulte a un régime alimentaire à base d'insectes, de têtards et d'œufs de sa propre espèce.
Cynops pyrrhogaster est étudié et décrit pour la première fois en 1826 par le naturaliste allemand Heinrich Boie. L'Union internationale pour la conservation de la nature (UICN) considère qu'il s'agit d'une « espèce quasi-menacée » (catégorie NT). La population de Tritons à ventre de feu est en déclin en raison d'épidémies et du trafic d'animaux, cette espèce pouvant être conservée en captivité.

## Découverte, étymologie et taxinomie

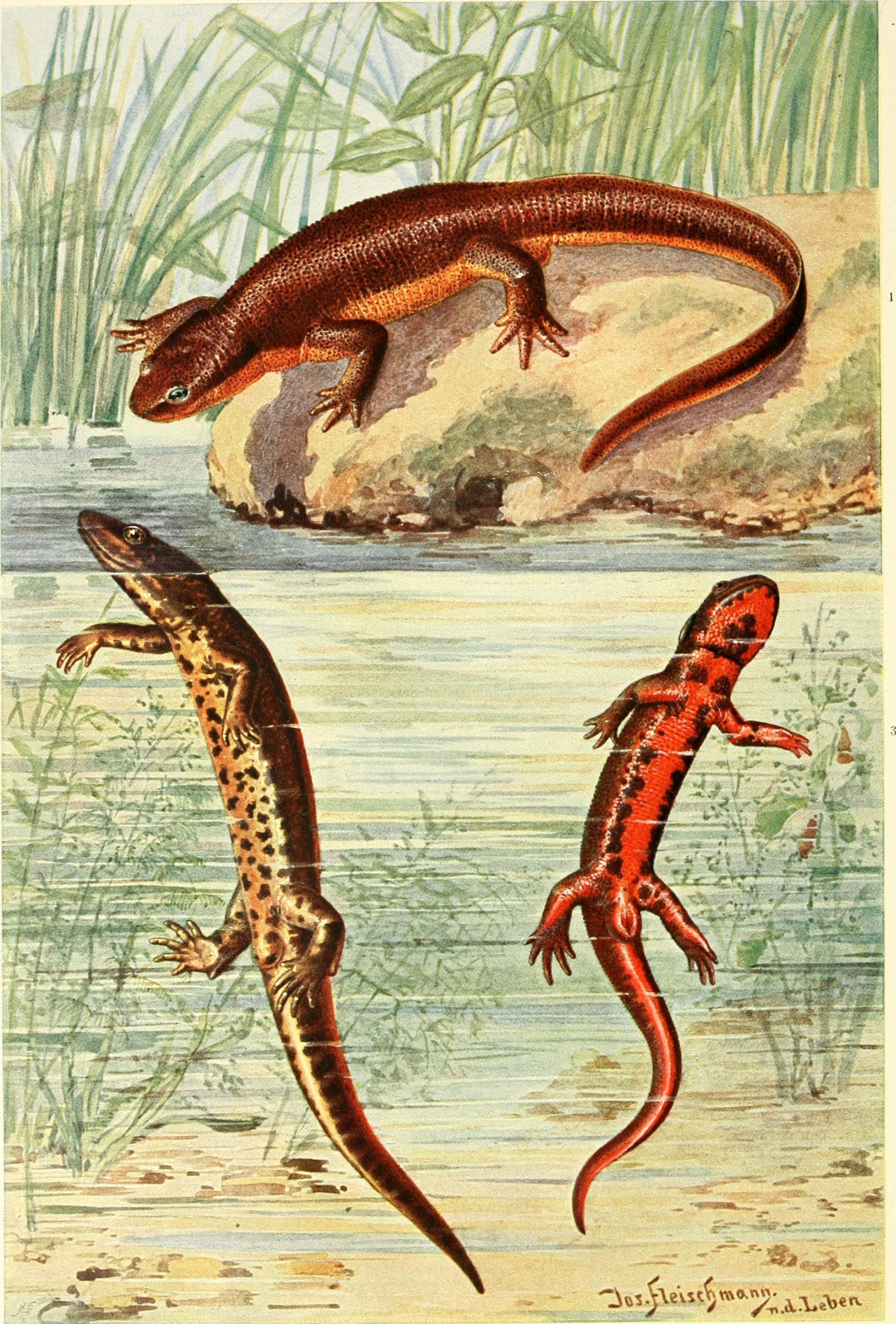
Illustrations de plusieurs salamandres endémiques du Japon. Cynops pyrrhogaster est visible dans la partie inférieure droite du dessin.

### Découverte et classification
Cynops pyrrhogaster est décrit scientifiquement pour la première fois en langue occidentale par le zoologiste et naturaliste allemand Heinrich Boie en 1826 sous le protonyme de Molge pyrrhogaster, à partir de spécimens rapportés du Japon en Europe par Boie lui-même. Aucun de ces spécimens n'est mature. Lors de ses premières observations, Boie compare Cynops pyrrhogaster au Triton commun, affirmant qu'il aurait confondu le premier avec le second s'il n'avait pas su qu'il venait du Japon.
L'espèce Salamandra subcristata décrite par Coenraad Jacob Temminck et Hermann Schlegel en 1838 est transférée dans le genre Cynops plus tard cette année-là par le naturaliste suisse Johann Jakob von Tschudi, et en 1850, Cynops subcristata et Molge pyrrhogaster sont synonymisées en Cynops pyrrhogaster par le zoologiste britannique John Edward Gray,.
Selon Amphibian Species of the World (21 septembre 2023), il existe vingt synonymes taxinomiques à Cynops pyrrhogaster. Plusieurs races de Tritons à ventre de feu sont également identifiées, nommées en fonction de la région où chacune est retrouvée : Tohoku, Kanto, Atsumi et Hiroshima. Cynops pyrrhogaster est ainsi une espèce polytypique, avec certaines variations morphologiques et comportementales selon les races. Par exemple, la variante Hiroshima peut être complètement dépourvue de taches noires sur le ventre, tandis que la variante Atsumi, plus petite et quasi exclusivement aquatique, a un comportement reproducteur légèrement différent.

### Étymologie
L'espèce doit son épithète, pyrrhogaster, à la combinaison des termes grecs purrhos, désignant le feu, et gaster, désignant le ventre, en référence aux teintes rouges ou orangées observables sur le ventre du triton. L'espèce est nommée en français « Triton à ventre de feu » ou « Cynops d'Hiroshima ».

### Phylogénie
|  | genre Pachytriton    |
|  |                      |
|  | genre Paramesotriton |
|  |                      |

|  | Cynops orientalis |
|  |                   |
|  | Cynops cyanurus   |
|  |                   |

|  | Cynops ensicauda    |
|  |                     |
|  | Cynops pyrrhogaster |
|  |                     |

|  | Cynops orientalis |
|  |                   |
|  | Cynops cyanurus   |
|  |                   |

|  | Cynops ensicauda    |
|  |                     |
|  | Cynops pyrrhogaster |
|  |                     |

|  | genre Pachytriton    |
|  |                      |
|  | genre Paramesotriton |
|  |                      |

|  | Cynops orientalis |
|  |                   |
|  | Cynops cyanurus   |
|  |                   |

|  | Cynops ensicauda    |
|  |                     |
|  | Cynops pyrrhogaster |
|  |                     |

|  | Cynops orientalis |
|  |                   |
|  | Cynops cyanurus   |
|  |                   |

|  | Cynops ensicauda    |
|  |                     |
|  | Cynops pyrrhogaster |
|  |                     |

|  | genre Pachytriton    |
|  |                      |
|  | genre Paramesotriton |
|  |                      |

|  | Cynops orientalis |
|  |                   |
|  | Cynops cyanurus   |
|  |                   |

|  | Cynops ensicauda    |
|  |                     |
|  | Cynops pyrrhogaster |
|  |                     |

|  | Cynops orientalis |
|  |                   |
|  | Cynops cyanurus   |
|  |                   |

|  | Cynops ensicauda    |
|  |                     |
|  | Cynops pyrrhogaster |
|  |                     |

|  | genre Pachytriton    |
|  |                      |
|  | genre Paramesotriton |
|  |                      |

|  | Cynops orientalis |
|  |                   |
|  | Cynops cyanurus   |
|  |                   |

|  | Cynops ensicauda    |
|  |                     |
|  | Cynops pyrrhogaster |
|  |                     |

|  | Cynops orientalis |
|  |                   |
|  | Cynops cyanurus   |
|  |                   |

|  | Cynops ensicauda    |
|  |                     |
|  | Cynops pyrrhogaster |
|  |                     |

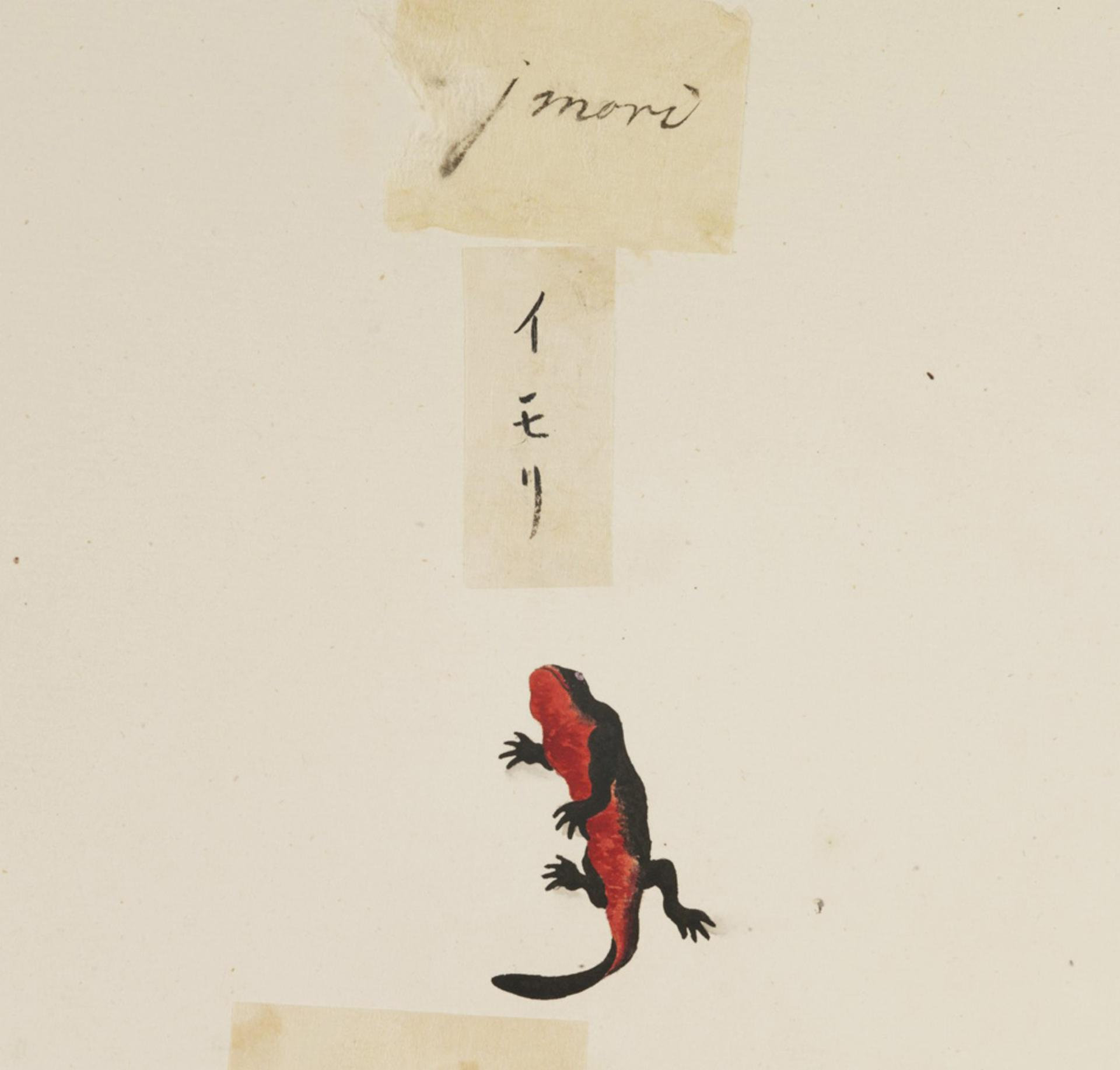
Une représentation de Cynops pyrrhogaster par le peintre japonais Ishizaki Yūshi, vers 1820.

Cynops pyyrhogaster a divergé de son plus proche cousin Cynops ensicauda il y a environ quatorze millions d'années, durant le Miocène moyen. Leur dernier ancêtre commun vivait supposément sur le continent eurasiatique, dans un espace correspondant à la localisation actuelle de la mer de Chine orientale et des îles Ryūkyū. Le climat subtropical humide de la région de l'époque a pu pousser cet ancêtre commun à migrer vers des zones plus habitables. Plusieurs clades, distingués grâce à l'analyse de l'ADN mitochondrial, dérivent de Cynops pyrrhogaster, avec une forte variété génétique entre eux, inhabituellement élevée pour des membres d'une même espèce. Si ces différents clades sont d'ordinaire parapatriques, la région du Chūgoku est une zone hybride pour le Triton à ventre de feu, c'est-à-dire une zone de rencontre entre plusieurs clades de Cynops pyrrhogaster, où ils se reproduisent pour former des individus hybrides.

### Synonymie
Selon Amphibian Species of the World (21 septembre 2023) :
- Molge pyrrhogaster Boie, 1826 (protonyme)
- Molga pyrrhogatra Boie, 1827
- Salamandra subcristata Temminck & Schlegel, 1838
- Cynops subcristatus Tschudi, 1838
- Cynops pyrrhogaster Gray, 1850
- Triton subcristatus Duméril, Bibron & Duméril, 1854
- Triton pyrrhogaster Strauch, 1870
- Salamandra pyrrhogastra Geerts, 1881
- Molge pyrrhogastra Boulenger, 1882
- Diemyctylus pyrrhogaster Cope, 1889
- Triton subcristatus var. typica Krefft, 1898
- Triton subcristatus var. immaculiventris Krefft, 1898
- Triton pyrrhogaster subsp. typica Wolterstorff, 1906
- Diemictylus pyrrhogaster Stejneger, 1907
- Triturus pyrrhogaster Dunn, 1918
- Triton (Cynops) pyrrhogaster Wolterstorff, 1925
- Cynops pyrrhogaster Wolterstorff & Herre, 1935
- Triturus pyrrhogaster sasayamae Mertens, 1969
- Cynops shataukokensis Freytag & Eberhardt, 1977
- Cynops sasayamae Raffaëlli, 2013
- Cynops immaculiventris Raffaëlli, 2013

## Description

### Aspect physique

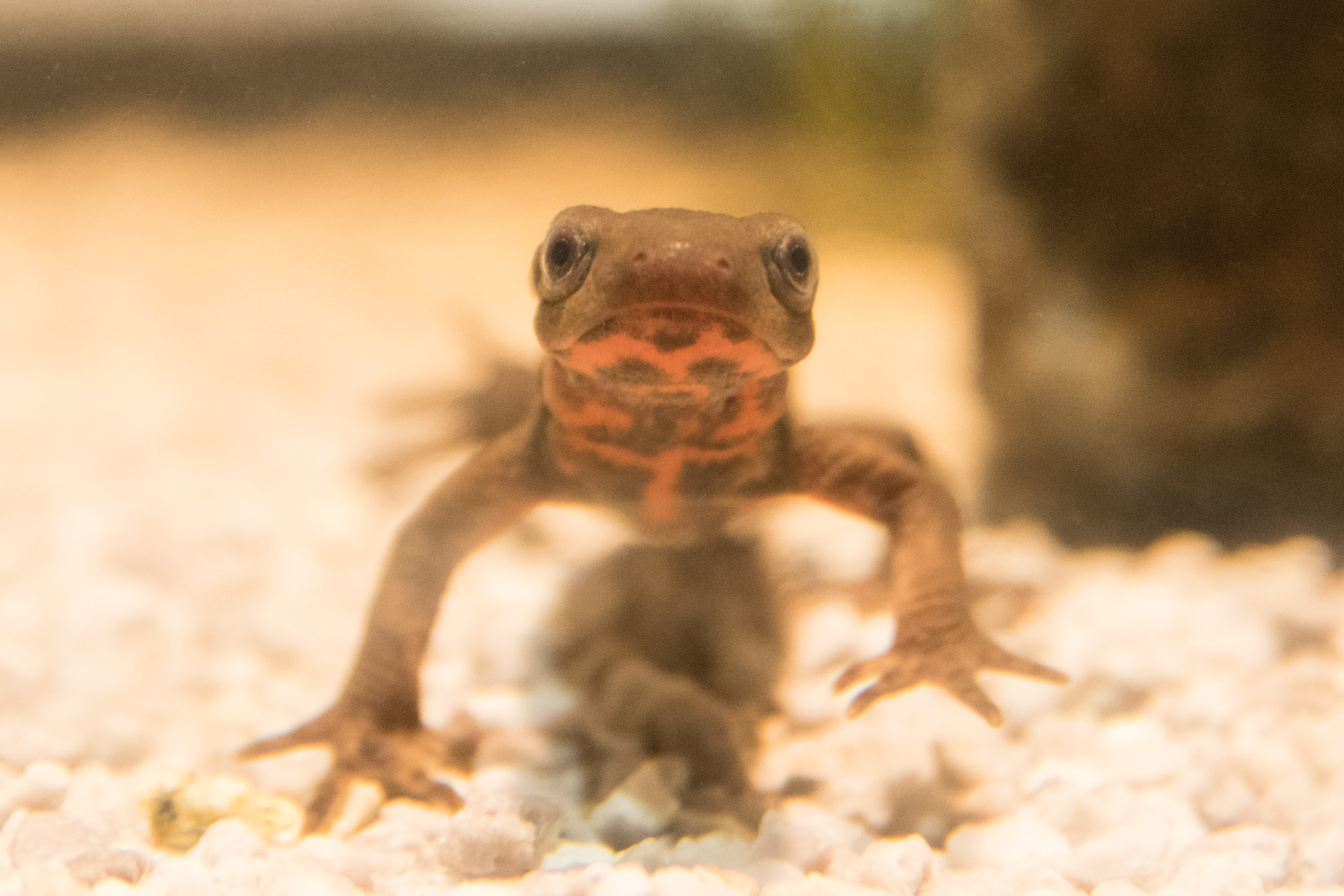
Un spécimen de Cynops pyrrhogaster, de face.

La partie dorsale du corps du triton est d'une couleur sombre, un marron foncé tirant vers le noir, et est recouverte de grosseurs ressemblant à des verrues. La partie ventrale arbore quant à elle un rouge orangé vif, constellé de taches noires. Cette pigmentation particulière est due à des vésicules contenant des caroténoïdes comme le bêta-carotène, la canthaxanthine et la lutéine, mais aussi à la présence de pigments caroténoïdes directement dans les cellules de peau du triton, avec la présence de nombreux chromatophores. Selon la zone de distribution de la population de Tritons à ventre de feu, cette teinte peut varier et être plus ou moins terne. En effet, les individus présents dans les plus petites îles de l'archipel ont tendance à avoir une coloration plus éclatante que les autres et leurs taches noires sont moins grosses, voire inexistantes.
Les dents supérieures du Triton à ventre de feu sont organisées en deux rangées à l'arrière de la bouche. La langue est relativement petite, occupant la moitié de la gueule. Les narines sont positionnées de manière antérieure, vers la bouche, et ne sont que très difficilement visibles vues de haut. Le museau du Cynops d'Hiroshima est tronqué.
Cynops pyrrhogaster possède une queue plate et plutôt courte, complétée d'ailettes dorsales et ventrales, ainsi qu'une crête très fine s'étendant de la nuque à la queue. La taille totale d'un triton adulte est comprise entre 8 cm et 15 cm. Si l'on utilise la mesure museau-cloaque, la mesure morphométrique la plus utilisée pour les amphibiens, Cynops pyrrhogaster mesure entre 43 mm et 64 mm pour les individus mâles, tandis que les femelles, plus grandes, mesurent entre 48,5 mm et 75 mm. Les individus issus des régions montagneuses sont en règle générale plus grands que les individus des régions méridionales et de basse altitude du Japon.
À la suite d'une mutation génétique, il existe une variante de Cynops pyrrhogaster entièrement rouge. Cette variation est retrouvée dans toutes les populations dispersées à travers le Japon. Cette mutation est une mutation récessive et transmise de manière héréditaire.

### Apparence du juvénile

Un spécimen de Cynops pyrrhogaster dans une main humaine.

Les individus les plus jeunes présentent un ventre de couleur crème, en opposition aux teintes vermillon des adultes. Plus les jeunes tritons maturent et grandissent, plus ce rouge devient vif. Cela peut s'expliquer par un nombre de granules pigmentées moins important que chez l'adulte.

### Dimorphisme sexuel
Plusieurs caractéristiques permettent de différencier le mâle de la femelle. Les mâles ont tendance à avoir une teinte rouge plus prononcée au niveau de la partie ventrale que les femelles. Le ventre des mâles présente également un renflement, ce qui n'est pas le cas chez les femelles, mais ces dernières sont plus verruqueuses. Les mâles peuvent également être distingués des femelles en comparant les queues des individus, celles des mâles étant plus plates et plus larges que celles des femelles.
Si les femelles sont plus grandes en général que les mâles, ces derniers possèdent des orteils plus grands que ceux des femelles.

## Distribution et habitat

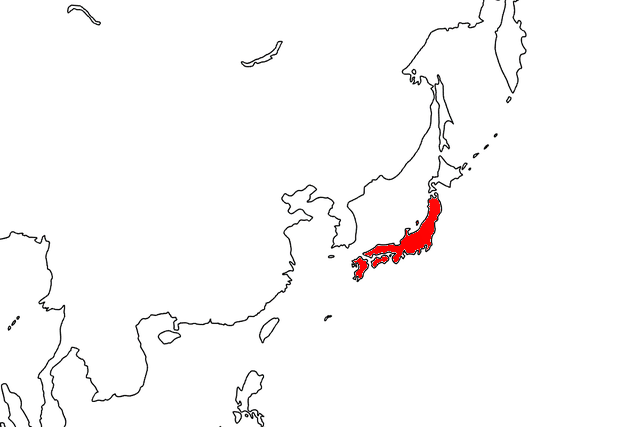
Zone de répartition de Cynops pyrrhogaster au Japon.

Le Cynops d'Hiroshima est endémique du Japon. Il est principalement rencontré sur les différentes îles de l'archipel nippon, notamment les îles Honshū, Shikoku et Kyūshū. De tous les représentants du genre Cynops, le Triton à ventre de feu est l'espèce vivant le plus au nord. Une population de Cynops pyrrhogaster est présente sur l'île d'Hachijō-jima, une île volcanique japonaise située dans la mer des Philippines. L'introduction de cette population sur l'archipel s'est vraisemblablement faite dans les années 1970, sans que la cause réelle soit identifiée.
Cynops pyrrhogaster passe la majorité de son temps dans l'eau. La répartition du Triton à ventre de feu se fait sur plusieurs niveaux d'altitude, de 30 m à plus de 2 020 m pour les spécimens vivant le plus haut. Ils sont retrouvés dans plusieurs écosystèmes comme les forêts, les zones humides, les marais, les lacs, les zones arbustives ou les zones cultivées. Cynops pyrrhogaster investit également parfois des zones humides créées par l'Homme, comme les zones d'aquaculture,.

## Écologie et comportement

### Régime alimentaire

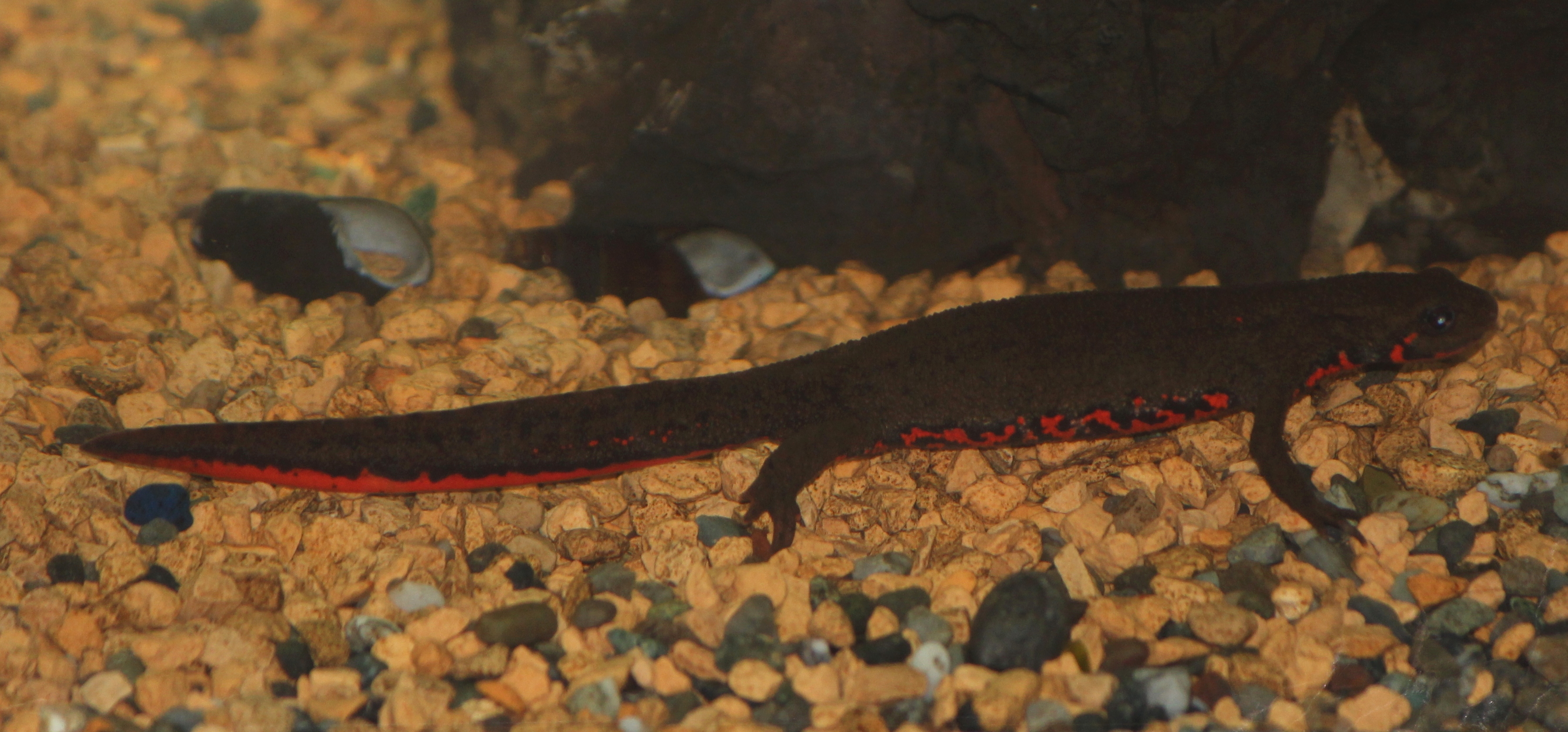
Un spécimen de Triton à ventre de feu en captivité.

Cynops pyrrhogaster a une alimentation variée. Parmi ses proies préférentielles, on retrouve des larves d'autres amphibiens, comme Rhacophorus arboreus, différents insectes, comme des odonates ou des brachycères, ou des crustacés aquatiques, comme des cladocères ou des cyclopidae. Dans des proportions moindres, le Triton à ventre de feu se nourrit également de vers de terre, de petits escargots, de mille-pattes, de charognes et d'œufs d'amphibiens, comme ceux de Rhacophorus schlegelii, voire de sa propre espèce, mais également d'animaux plus gros, comme certaines sauterelles, certaines sangsues ou certains poissons. En plus de son régime carnivore, Cynops pyrrhogaster se nourrit de nombreuses plantes, aquatiques ou non, qu'il trouve dans son environnement préférentiel. Le régime alimentaire du Triton à ventre de feu ne varie pas selon les saisons mais peut varier d'année en année, supposément à cause de la variation d'espèces présentes autour des mares où vivent les Cynops pyrrhogaster.
Le régime alimentaire des juvéniles est différent de celui des adultes. En effet, ils sont exclusivement carnivores et se nourrissent principalement de petits crustacés aquatiques, comme des artémies, des collemboles ou des acariens,.
Cynops pyrrhogaster est la première espèce d'amphibiens chez qui a été identifiée la sécrétion de motiline, une protéine facilitant la digestion et la motilité gastro-intestinale. C'est également la première fois qu'une sécrétion de motiline a été identifiée à partir du pancréas.

### Reproduction et cycle de vie

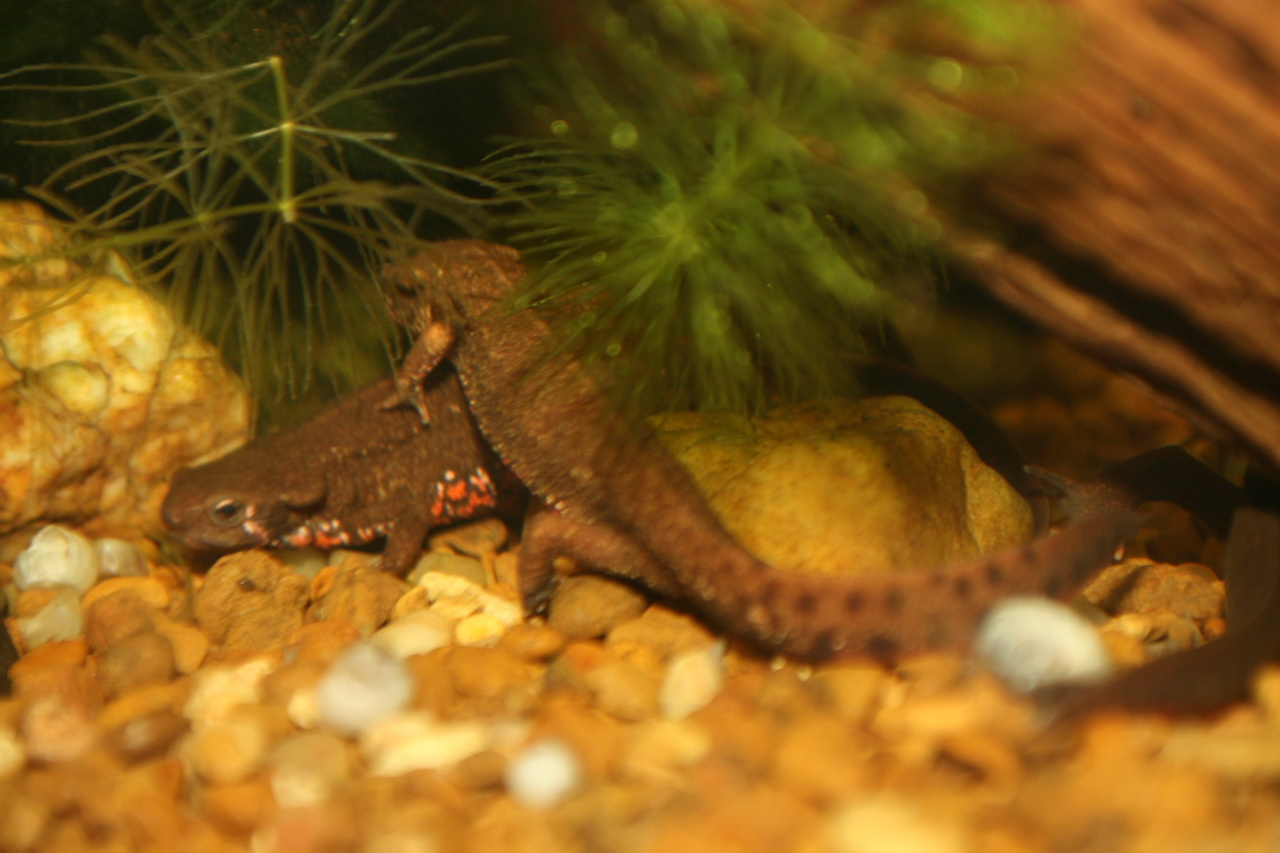
Un couple de spécimens de Cynops pyrrhogaster.

La reproduction a lieu dans des environnements précis, comme les rizières, les lacs, les mares, les étangs, les ruisseaux et les fleuves. La femelle accepte le comportement de parade nuptiale du mâle à partir du début du printemps jusqu'au début de l'été. Les deux sexes émettent des phéromones peptidiques différentes, visant à attirer le sexe opposé une fois prêt à se reproduire. Le mâle produit de la sodéfrine, tandis que les femelles produisent de l'imorine. Cette dernière est la première phéromone d'attirance sexuelle d'origine peptidique identifiée chez un vertébré femelle, tandis que la sodéfrine est la première hormone d'origine peptidique identifiée chez un vertébré.
La sodéfrine, dont le nom provient du japonais sodefuri, est produite dans une glande abdominale située au niveau du cloaque du triton mâle et agit sur l'organe olfactif de la femelle. Cette sécrétion est régulée par des hormones sexuelles, en plus de la prolactine. Les mâles dirigent la sodéfrine vers l'organe voméro-nasal de la femelle au moyen de mouvements d'ondulation de la queue. L'effet de la sodéfrine est spécifique aux femelles,, bien que des dérivés aient ensuite été découverts chez des proches parents de Cynops pyrrhogaster,. Similairement, l'imorine, dont le nom est un mot-valise combinant le mot japonais imo et le suffixe -rine, de sodéfrine, et qui est sécrétée au niveau des oviductes de la femelle, attire spécifiquement les mâles et agit sur ces derniers aux niveaux organique et cellulaire. Lorsque la femelle sécrète de l'imorine, le mâle est attiré vers son oviducte et entame alors son rituel nuptial, reniflant le cloaque de la femelle, avant de bloquer le chemin de celle-ci, sécréter de la sodéfrine, puis de faire onduler sa queue pour attirer la femelle à son tour,.
Le mâle s'éloigne alors, suivi par la femelle qui touche la queue du mâle avec son museau,. Le mâle dépose ensuite au fond de l'eau jusqu'à quatre spermatophores, un à la fois, que la femelle récolte ensuite en positionnant son cloaque au-dessus, parfois sans succès. La fécondation est interne et les femelles déposent ensuite leurs œufs fécondés par le spermatophore qu'elles portent en elles à l'abri sous l'eau, derrière des feuilles ou des racines. La femelle pond ensuite jusqu'à 40 œufs enveloppés d'une gangue gélatineuse par ponte, et jusqu'à 400 œufs par saison.
Les œufs des Tritons à ventre de feu mesurent entre 2,1 mm et 2,3 mm. Après une vingtaine de jours, des larves de quelques millimètres éclosent. Ces dernières ont un mode de vie exclusivement aquatique, présentant branchies et ailerons dorsaux. Elles atteignent une taille de 3 cm puis, au bout de 3 à 5 mois de développement, subissent une métamorphose : elles perdent leurs branchies et doivent alors gagner le milieu terrestre, sous l'aspect de jeunes adultes, sous peine de noyade.
L'âge de maturation sexuelle diffère selon les populations de Cynops pyrrhogaster. Les individus vivant principalement en haute altitude, dans des environnements froids et montagneux, arrivent à maturité à sept ans, contrairement aux populations vivant dans des zones plus chaudes, chez qui la maturation est accomplie dès cinq ans. Les Tritons à ventre de feu vivent une vingtaine d'années : des individus ayant atteint l'âge de 23 ans ont été trouvés dans la nature.

### Prédateurs, menaces et méthodes de défense
Les prédateurs de Cynops pyrrhogaster sont multiples, de nombreuses espèces se nourrissant de Tritons à ventre de feu et des larves de ceux-ci. Parmi ces prédateurs, on retrouve une majorité d'espèces d'oiseaux : des échassiers comme le bihoreau gris, le blongios de Chine ou le héron garde-bœufs, des rapaces comme le balbuzard pêcheur, la bondrée orientale ou le busautour à joues grises, des martin-chasseurs violets, des corbeaux ou des pies-grièches bucéphales. Le chien viverrin, la marte du Japon, le sanglier et la couleuvre Elaphe quadrivirgata comptent également parmi les prédateurs du Triton à ventre de feu.

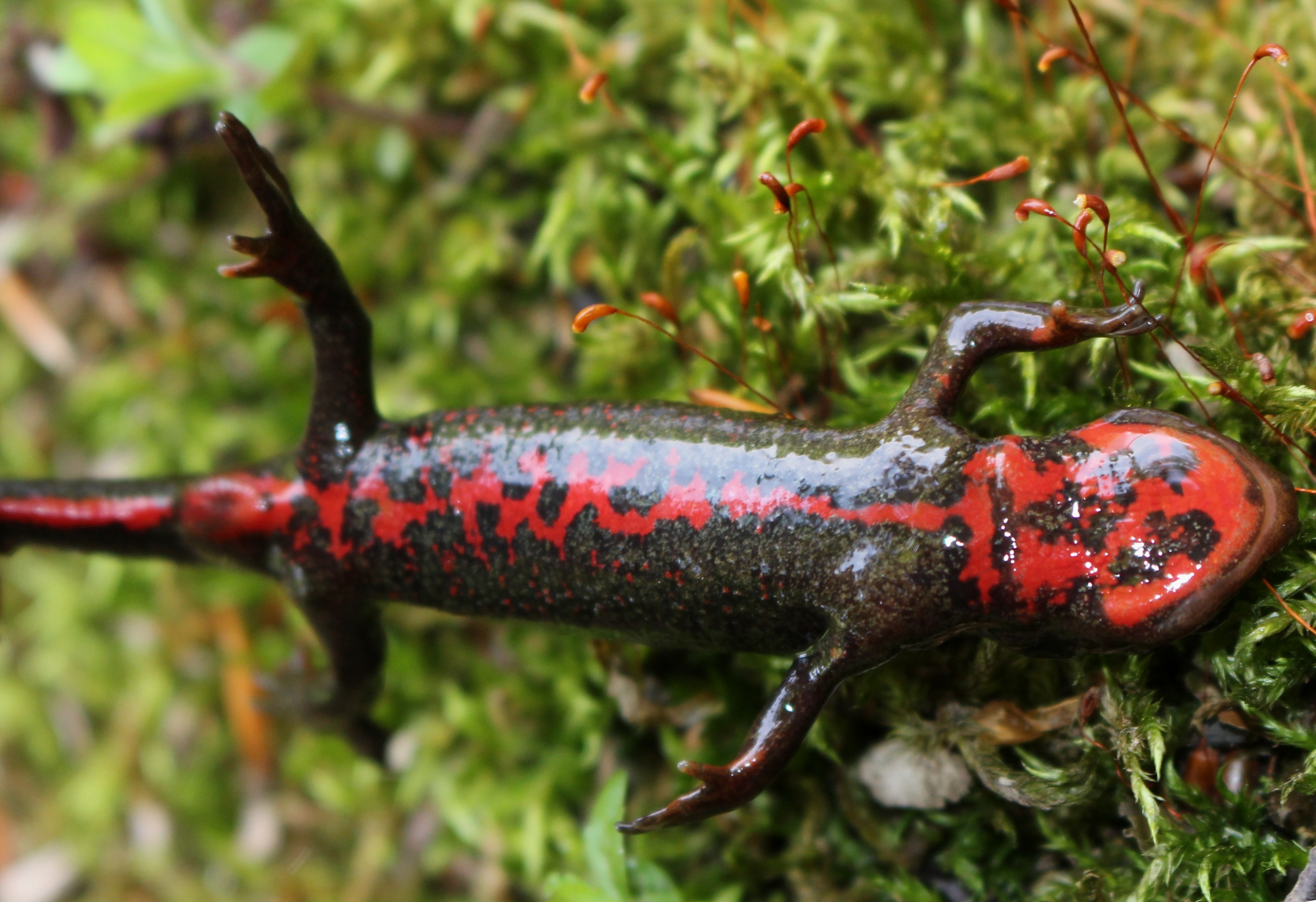
Un spécimen de Cynops pyrrhogaster sur le dos, montrant la teinte rouge de son ventre.

Les comportements anti-prédateurs des tritons varient selon leur écosystème et leur répartition géographique. En effet, les individus vivant sur des îles plus petites, comme l'île Fukue, ont pour principaux prédateurs des oiseaux, capables de distinguer la couleur rouge. Par conséquent, ces spécimens de Cynops pyrrhogaster ont recours au réflexe d'Unken, un comportement de défense où le triton s'arc-boute, mettant en évidence les parties vivement colorées de son ventre, puis se tient immobile, envoyant ainsi un signal d'avertissement visuel clairement perceptible. Contre les serpents, ces tritons utilisent également un système de diversion en agitant rapidement la queue, détournant ainsi l'attention du serpent vers une partie du corps facilement remplaçable pour les Cynops pyrrhogaster, contrairement à leur tête.
Les tritons vivant sur les îles principales, ayant également des prédateurs mammifères qui distinguent nettement moins bien la couleur rouge, ont beaucoup moins recours à la méthode défensive du réflexe d'Unken, peu efficace dans ce cas de figure. De la même manière, ils n'utilisent pas de diversion contre les serpents mais préfèrent fuir, car plus adaptés à fuir d'autres types de prédateurs. Cette différence de comportement défensif n'est pas liée à leur teinte moins rouge mais à une adaptation aux comportements des prédateurs par les Cynops d'Hiroshima.
Certains spécimens de Cynops pyrrhogaster ont également parfois recours à la constriction : le Triton à ventre de feu enroule son corps autour du prédateur avant de relâcher des toxines et de faire onduler sa queue.

### Synthèse de toxine
Les spécimens sauvages de Cynops pyrrhogaster présentent un taux élevé d'une neurotoxine, la tétrodotoxine. Cette toxine inhibe l'activité des canaux sodium chez la plupart des vertébrés, décourageant ainsi l'activité des prédateurs, à la fois aériens et terrestres. La synthèse de tétrodotoxine par le Triton à ventre de feu est dépendante de son alimentation, des individus prélevés dans la nature mais élevés en captivité en étant totalement dépourvus, alors que des tritons du même âge et du même milieu en sont pourvus. Les tritons sont eux-mêmes insensibles à la tétrodotoxine, peuvent ingérer de la nourriture qui en contient et sont capables d'en synthétiser après un tel régime. Il est probable que Cynops pyrrhogaster synthétise la tétrodotoxine à partir d’une source alimentaire présente dans son habitat naturel, mais cette source n’a pas été identifiée.

## Cynops pyyrhogasteret l'Homme

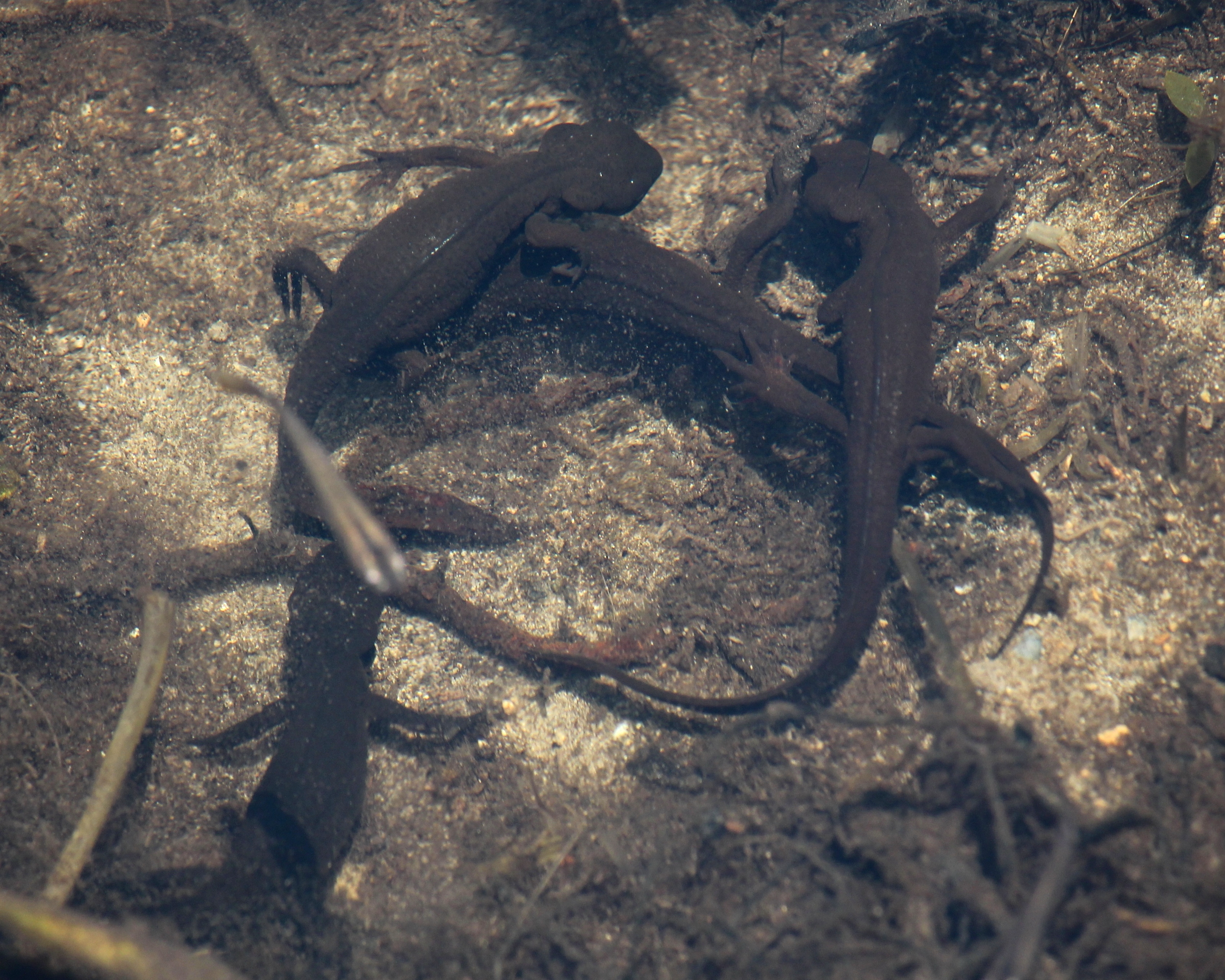
Plusieurs spécimens de Tritons à ventre de feu dans un marais de Tsuruga.

### Protection et conservation
L'Union internationale pour la conservation de la nature (UICN) considère qu'il s'agit d'une « espèce quasi-menacée » (catégorie NT) depuis 2020, une dégradation de son précédent statut établi en 2004, où elle était notée comme « espèce de préoccupation mineure » (catégorie LC). Cynops pyrrhogaster se reproduit avec succès dans plusieurs zoos australiens.
Une menace responsable de la diminution des populations de Tritons à ventre de feu est l'apparition d'infections causant des lésions sur l'épiderme. Notamment, une population de Cynops pyrrhogaster du lac Biwa présente des kystes remplis de spores, ce qui est également l'une des raisons du déclin des populations des amphibiens de la région, d'autres espèces comme Hynobius nebulosus et Rhacophorus arboreus étant touchées.
Une population trouvée exclusivement sur la péninsule d'Atsumi et considérée comme éteinte depuis les années 1960 est redécouverte en 2016 par un trio de chercheurs japonais sur la péninsule voisine de Chita. Il est très probable qu'il s'agisse de la même population, au vu des similarités morphologiques et comportementales entre les deux. Ces deux populations préfèrent les températures plus froides, possèdent un corps plus lisse avec des nuances de jaune sur les flancs, ainsi qu'une région dorsale plus pâle. Le groupe de la péninsule de Chita est dans une situation extrêmement préoccupante et pourrait disparaître à nouveau si des mesures ne sont pas prises pour assurer sa protection et sa conservation.

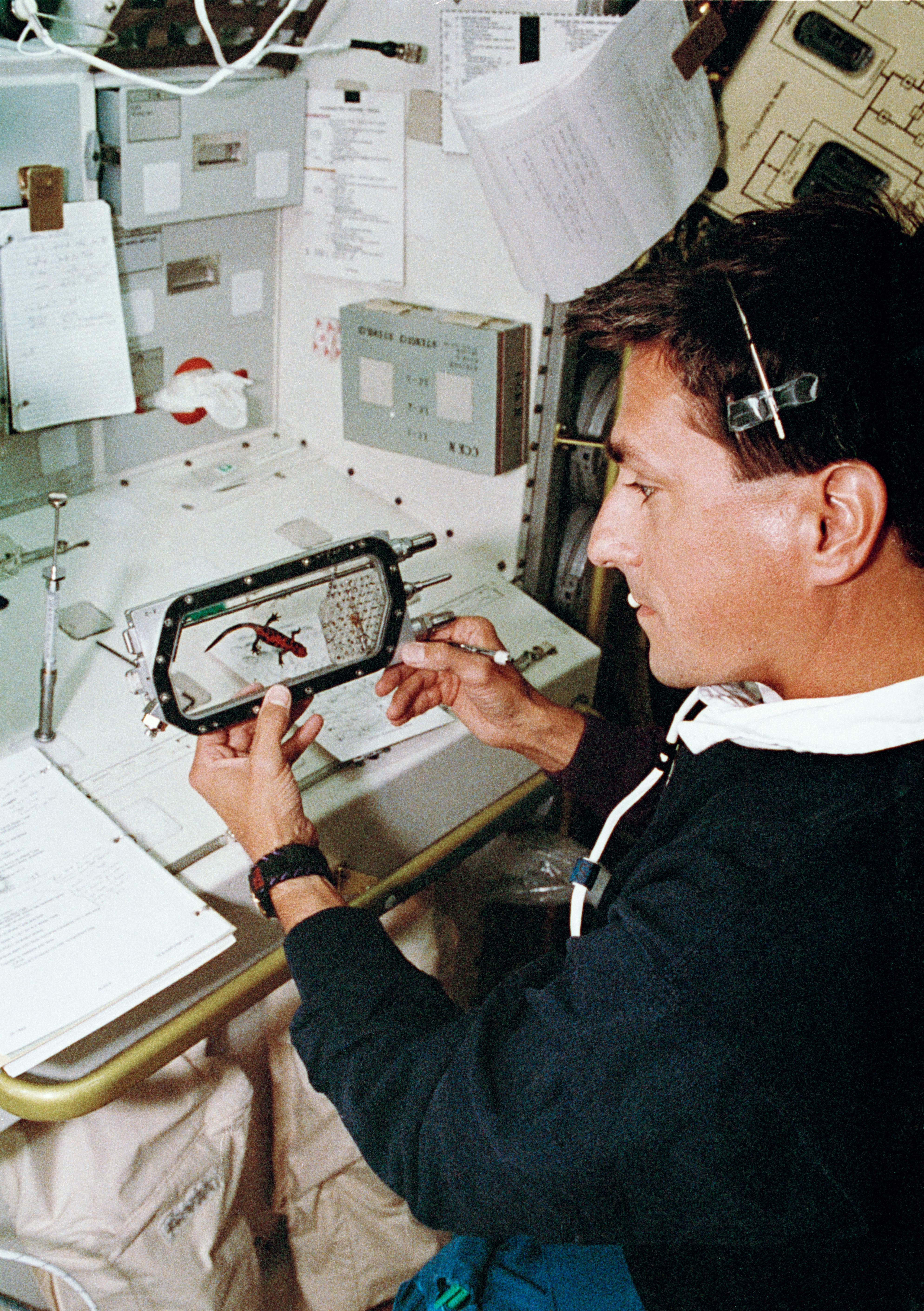
L'astronaute américain Donald A. Thomas, en train d'étudier le comportement d'un Triton à ventre de feu dans la navette spatiale Columbia en 1994.

### Recherche
Dans des conditions de laboratoire, les Cynops pyrrhogaster sont un organisme modèle de grand intérêt en raison de leur grande capacité à régénérer les parties manquantes de leur corps. Les Tritons à ventre de feu peuvent en effet régénérer leurs membres inférieurs et postérieurs, leur queue ainsi que leur mâchoire inférieure,. Lors de ce phénomène de régénération, les tissus nouvellement synthétisés ont tendance à repousser en miroir du tissu encore intact. Les Tritons à ventre de feu sont également capables de régénérer leur cristallin, en trente jours pour les larves et en quatre-vingt jours pour les adultes, une différence uniquement due à la taille du cristallin à régénérer, plus grande chez l'adulte.
En laboratoire, il est difficile d'élever les Tritons à ventre de feu après la métamorphose. Pour remédier à cette difficulté et permettre aux spécimens de rester dans un état pré-métamorphose pendant plus de deux ans, une équipe de scientifiques japonais traite les larves avec du thiocarbamide, qui a pour effet d'inhiber la métamorphose de Cynops pyrrhogaster sans pour autant affecter ses capacités de régénération.
Plusieurs spécimens de Tritons à ventre de feu ont également été embarqués lors d'une mission spatiale en 1994, à bord de la navette Columbia. Plusieurs scientifiques, dont Donald A. Thomas et Chiaki Mukai, la première spationaute japonaise, utilisent cet organisme comme modèle pour étudier l'effet de la gravité sur les réflexes, mais également sur le développement de l'oreille interne, dans l'optique d'appliquer ces découvertes aux personnes âgées avec des problèmes d'équilibre. Les résultats de ce voyage ont notamment permis de mettre en évidence que, si la morphologie des embryons fécondés dans l'espace n'est pas altérée en comparaison des embryons s'étant développés sur Terre, certaines malformations et lésions au niveau des organes internes sont néanmoins observées au niveau des organes des tritons devenus adultes.

### Culture populaire
Dans plusieurs régions du Japon, comme dans la préfecture de Shiga ou dans la région du Tōhoku, une croyance populaire veut que les Tritons à ventre de feu soient les messagers de Bouddha. Shōichi Sengoku, zoologiste japonais, les considère même comme un « trésor national ».
Cynops pyrrhogaster est considéré comme un aphrodisiaque depuis l'Antiquité au Japon et est même utilisé régulièrement en tant qu'ingrédient dans la médecine traditionnelle japonaise. Durant la période Edo, un produit obtenu en grillant des couples de Tritons à ventre de feu est populaire auprès des Japonais, en raison de ses propriétés supposément aphrodisiaques. Cet usage est notamment représenté dans le film japonais Imori no Kuroyaki (いもりの黒焼), sorti en 1908 et considéré comme l'un des premiers longs-métrages japonais. Dans celui-ci, dont le titre fait référence à ces grillades de tritons, un homme achète un philtre d'amour à base de Cynops pyrrhogaster carbonisés afin de séduire une femme, mais se trompe de cible et rend amoureuse une vieille mendiante.

### Menace et captivité
L'une des menaces majeures pour Cynops pyrrhogaster est le braconnage, notamment sa capture pour le vendre en tant qu'animal domestique. Les populations de Tritons à ventre de feu diminuent fortement en périphérie des zones d'habitation.
Les Tritons à ventre de feu peuvent facilement être élevés en captivité. Ne nécessitant que peu d'attention, ils sont communément vendus en tant qu'animaux de compagnie. Des précautions sont à prendre en raison des toxines qu'ils sécrètent. En captivité, ils se nourrissent de Palaemon, de daphnies, de petits morceaux de viande, de granulés pour poissons, de larves de diptères, ainsi que de guppies pour les individus les plus volumineux. En aquarium, les tritons n'ont pas nécessairement besoin d'une zone terrestre, des écorces flottant à la surface pouvant suffire. En captivité, ils peuvent atteindre une longévité de plus de cinquante ans. De nombreux spécimens sont conservés dans différents aquariums japonais, comme l'aquarium municipal de Himeji ou le Tokyo Sea Life Park.